# Nicole Paggi
Nicole Collier Paggi (Travis County, 15 augustus 1983) is een Amerikaanse actrice.

## Biografie
Paggi werd geboren in Travis County en groeide op in Austin (Texas). Zij studeerde voor twee jaar in Los Angeles en New York om actrice te worden. Paggi is getrouwd en heeft uit dit huwelijk twee kinderen, en ze woont nu met haar gezin in Los Angeles. 
Paggi begon in 2001 met acteren in de televisieserie Pasadena waar zij in 13 afleveringen speelde, waarna zij nog meerdere rollen speelde in televisieseries en films. Zij is vooral bekend van haar rol als Sydney Shanowski in de televisieserie Hope & Faith, waar zij in 25 afleveringen speelde (2003-2004). Tussen 2015 en 2021 heeft zij een rustperiode ingelast met acteren om haar aandacht te vestigen op haar kinderen. 

## Filmografie

### Films
- 2015 How Not to Propose - als Hannah
- 2010 Cielito Lindo - als Nicole
- 2005 Campus Confidential - als Melinda
- 2003 Frozen Impact - als Marie Blanchard
- 2003 Expert Witness - als Stephanie

### Televisieseries
Uitgezonderd eenmalige gastrollen.
- 2012 90210 - als Carrie Anne Monroe - 2 afl.
- 2005-2006 One on One - als Sara Crawford - 22 afl.
- 2003-2004 Hope & Faith - als Sydney Shanowski - 25 afl.
- 2002 Providence - als Britney - 6 afl.
- 2001-2002 Pasadena - als Jennie Bradbury - 13 afl.

- International Standard Name Identifier: 0000 0000 5301 8483
- Library of Congress Control Number: nr2005028666
- Virtual International Authority File: 34416164
- WorldCat: E39PBJkMMBHGW6Xh4yQy7qtFrq